# 우아한 세계
《우아한 세계》는 2007년 4월에 개봉한 한재림 감독의 한국 영화이며 박지영 (허미령 역)이 해당 영화로 스크린 데뷔를 했는데 《바람부는 날이면 압구정동에 가야한다》로 영화 데뷔를 할 예정이었지만 TV 시트콤 《오박사네 사람들》스케줄과 맞물려 무산됐다.

## 줄거리
폭력조직 중간보스라는 남다른 직업을 가진 강인구. 아내는 허구헌날 사건사고를 몰고오는 남편 때문에 이골이 나 있었고 딸 희순은 이런 아빠를 창피해하며 남만도 못한 존재로 여기고 있지만 인구는 가족을 위한다는 일념과 오갈곳 없어진 자신에게 집을 마련해준 노회장에 대한 충성심으로 계속 조직생활에 몸담고 있었다. 그러던 어느 날, 아내는 돌연 이혼이야기를 꺼내며 딸을 데리고 친정으로 가출해버렸고 이혼만큼은 막아야했던 인구는 결국 아내가 원하는 대로 조폭일을 그만두기로 한다. 하지만 전부터 자신을 못마땅하게 여기고 있었던 노회장의 동생 노상무는 사람을 보내 인구를 피습하려든것도 모자라 일이 틀어지자 자신이 칼을 들고 그를 찔러버리고 만다.

## 캐스팅
- 송강호 ... 강인구 역
- 오달수 ... 현수 역
- 최일화 ... 노 회장 역
- 윤제문 ... 노 상무 역
- 박지영 ... 허미령 역
- 김소은 ... 강희순 역
- 민도기 ... 진호 역
- 이종관 ... 기태 역
- 이장훈 ... 용석 역
- 이용이 ... 고장집할머니 역
- 정인기 ... 건축소장 역
- 권태원 ... 파출소장 역
- 조중휘 ... 강민철 역
- 홍성덕 ... 진료실 의사 역
- 최익준 ... 노 회장 운전기사 역
- 박진우 ... 기자 역
- 이대연 ... 백 사장 역 (특별출연)
- 오정세 ... 매니저 역 (특별출연)
- 김경익 ... 희순 선생님 역 (특별출연)

## 수상
- 2007년 제28회 청룡영화상 최우수작품상: 한재림, 남우주연상: 송강호